# Potroyudan
Potroyudan is een bestuurslaag in het regentschap Jepara van de provincie Midden-Java, Indonesië. Potroyudan telt 3442 inwoners (volkstelling 2010).